# HMS Princess Royal (1911)
HMS Princess Royal byl britský bitevní křižník třídy Lion, bojující v první světové válce v řadách Royal Navy. Náklady na stavbu lodi byly 2 076 222 liber.
Během první světové války byla loď součástí 1. eskadry bitevních křižníků. Dne 28. srpna 1914 se účastnila první bitvy u Helgolandské zátoky. V listopadu 1914 se Princess Royal podílela na pátrání po eskadře německého admirála Maximiliana von Spee a byla vyslána do Karibiku, aby zabránila možnému užití Panamského průplavu jeho loďmi.
Dne 24. ledna 1915 byla Princess Royal součástí britských sil v bitvě u Dogger Banku a bojovala také v největší bitvě mezi britským a německým loďstvem u Jutska. Zde byla vícekrát zasažena (22 členů její posádky bylo zabito a 81 zraněno). Po válce Princess Royal ještě krátce sloužila, než byla po Washingtonské konferenci v roce 1922 prodána do šrotu a v roce 1926 rozebrána.